# Strophocerus albonotata
Strophocerus albonotata är en fjärilsart som beskrevs av Druce 1909. Strophocerus albonotata ingår i släktet Strophocerus och familjen tandspinnare. Inga underarter finns listade i Catalogue of Life.